# Żeglina
Żeglina – rzeka, lewostronny dopływ Warty o długości 31,76 km.
Rzeka odprowadza wody z mokradeł lasów złoczewskich, rezerwatów przyrody ożywionej "Paza" i "Nowa Wieś" oraz okolic wsi Rybnik położonej koło Brzeźnia. Miejsce to stanowi dział wód pomiędzy Wartą i Prosną. Przepływa przez Nową Wieś, Pyszków, Ruszków, Dębołękę, Kuśnie, Dąbrówkę i Bogumiłów. Za Bogumiłowem zasila Żeglinę Kobylanka, która w swym górnym biegu łączy się z Kanałem Tyczyńskim. Już w granicach Sieradza, tuż przed wzgórzem zamkowym, rzeka przyjmuje w swe koryto strugę Krasawa.
Na odcinku od 16,2 km do 18,54 km licząc od ujścia do Warty, na polach wsi Próba, Stefanów Ruszkowski i Ruszków w 2000 r. oddano do użytku sztuczny zbiornik "Próba" o pow. 21,4 ha z zaporą o długości 370 m i wysokości u podstawy 5 m. Zbiornik ten sprawił, że okoliczne tereny stały się atrakcyjne turystycznie. W ramach badań ratowniczych archeolodzy odkryli tu ślady osady otwartej kultury łużyckiej (VII–VI w. p.n.e. – okres halsztacki) i ślady osadnictwa z okresu rzymskiego (I–II w. n.e.).
Ukształtowane w wyniku wielkiej powodzi z końca XVIII w. koryto Żegliny uregulowano w 1925 r. odcinając je od starorzeczy widocznych jeszcze w dzielnicy Praga i skierowano jej wody w przekop tuż przy dawnym zamku. Wtedy też otoczono rzeczkę, w granicach miasta, wałami przeciwpowodziowymi.
W "Słowniku geograficznym Królestwa Polskiego..." (t.XIX z 1895 r., s.728) Żeglina nazywana jest "Zaglinną". Józef Kobierzycki ("Nieznane zakątki pow. sieradzkiego", Warszawa 1909 r., s. 50) nazywa ją Żeglinną". Prawdopodobnie nazwa rzeczki wywodzi się od staropolskiego słowa "żeglenić", co znaczyło: kaprysić, dokuczać, naprzykrzać się.